# Mohammed Siddiq al-Minshawi
Moḥammed Ṣiddīq al-Minshāwī (in arabo محمد صديق المنشاوي‎?; Tolemaide di Tebaide, 1º gennaio 1920 – Tolemaide di Tebaide, 20 giugno 1969) è stato un recitatore egiziano del Corano (Qāriʾ).
Figlio del grande sceicco Ṣiddīq al-Minshāwī e fratello dello sceicco Maḥmūd al-Minshāwī, anch'egli famoso recitatore coranico.
Fortemente influenzato da suo padre, fu il pupillo dello sceicco Moḥammed Salāma, un grande recitatore del XX secolo. Studiò recitazione coranica fin dalla giovane età sotto la guida dello sceicco Ibrāhīim al-Suʿūdī.
Divenne particolarmente famoso per la spiritualità della sua recitazione, che commuoveva spesso l'ascoltatore.